# 白鳥任三郎
白鳥任三郎（日语：／ Shiratori Ninzaburō */?），是日本漫画和动画作品《名侦探柯南》中的虚构角色。
命名來自於日本推理小說的著名刑警白鳥完市及推理電視劇《紳士刑警》中的古畑任三郎。

## 人物
警视厅搜查一课強行犯搜查三系的警部，是目暮十三的同事，高木涉、佐藤美和子的上司；初戀情人是任教於帝丹小學1年B班的小林澄子。
家境相當富裕，管家是鸭井五十吉；在輕井澤擁有大型的別墅，地下室為儲存葡萄酒的酒窖。

## 形象
個性較為沉默寡言；雖然不善於槍法，但对於建筑和葡萄酒有很深的研究。

## 情感
小時候原先是想成為一名優秀的律師，但受到小林的感染而立志當上警官。曾將長相極為相似的佐藤誤認為小林而不斷追求之，也曾與其他男性警員成立「佐藤美和子防線」，並擔任最高負責人；卻也因此招致小林的誤會，所幸之後得以冰釋前嫌而成為一對戀人。

## 外部連結
- 白鳥 任三郎｜キャラクター｜名探偵コナン｜読売テレビ （日語）